# Radiogoniométrie sportive

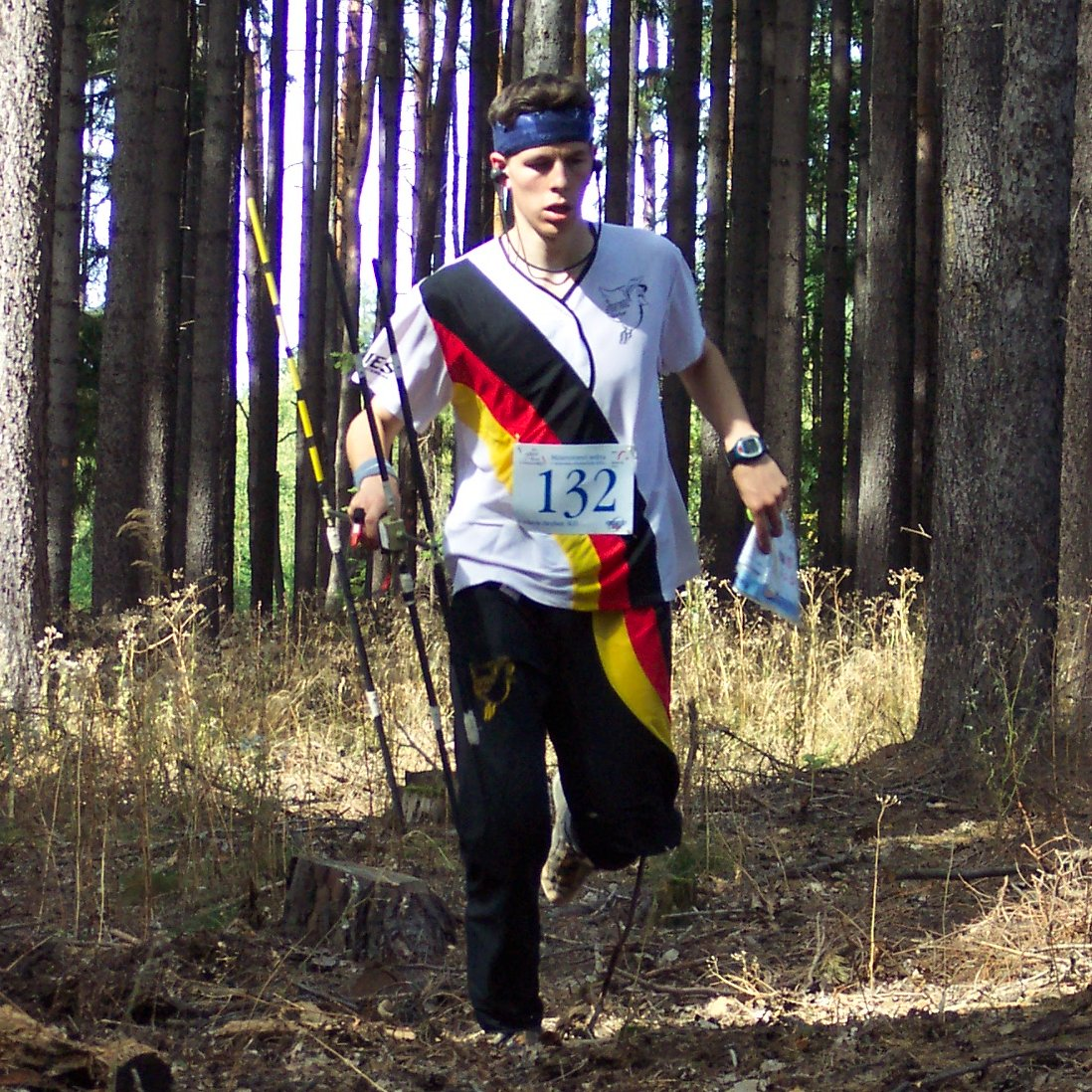
Concurrent allemand opérant sur la bande des 2 mètres.

La radiogoniométrie sportive — également appelée « chasse au renard » dans sa version ludique — est une course d'orientation chronométrée qui combine à la fois les techniques de la radio-localisation, l'utilisation de cartes topographiques et l'usage d'une boussole. Il s'agit de trouver des balises radioélectriques à l'aide d'un équipement de radiogoniométrie composé essentiellement d'un récepteur radio, d'atténuateurs et d'une antenne directive.
C'est l'Union internationale des radioamateurs (IARU, International Amateur Radio Union) qui en établit les règles et organise les compétitions internationales de l'ARDF (Amateur Radio Direction Finding).
La radiogoniométrie sportive est très populaire dans les pays de l'Europe de l'Est, en Russie ou en Chine où elle fait partie des programmes d'éducation physique à l'école.
En radiogoniométrie sportive on utilise des fréquences radio soit dans la bande radioamateur des 2 mètres, soit dans la bande des 80 mètres, ceci parce que ces bandes sont disponibles pour tous les radioamateurs, quel que soit leur pays. Au Royaume-Uni, on trouve des compétitions dans la bande des 160 mètres avec des règles un peu différentes.

## Historique

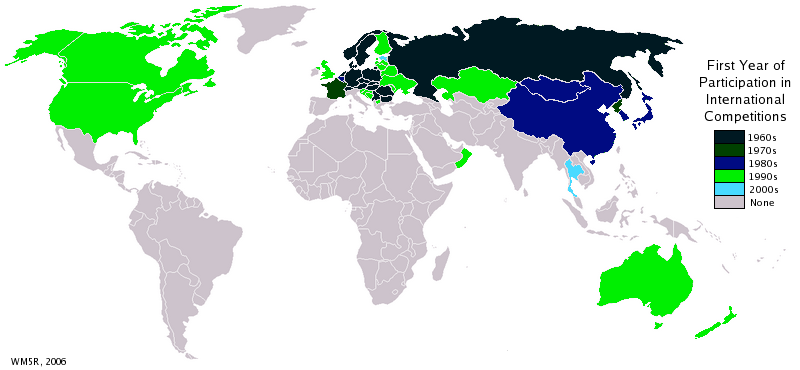
Carte des pays ayant participé aux compétitions importantes depuis le premier championnat européen de 1961.

La radiogoniométrie sportive a vu le jour dans le Nord de l'Europe et en Europe de l'Est à la fin des années 1950. Dans ces pays, le radioamateurisme était largement encouragé dans les établissements scolaires comme une activité à la fois moderne, scientifique et technique. La plupart des grandes villes possédaient un ou plusieurs radioclubs où il était possible d'apprendre la technique radioélectrique et les bases du trafic radioamateur. Les écoles et les radioclubs faisaient la promotion de la radiogoniométrie sportive, une activité qui avait d'importantes applications en matière de sécurité civile dans le cadre de la Guerre froide.
Étant donné qu'à cette époque peu de gens avait leur propre automobile, la radiogoniométrie s'est pratiquée à pied dans les parcs, ou en pleine nature, ou encore dans les campus universitaires. La course d'orientation, très appréciée à ses débuts en Scandinavie, a commencé à s'étendre de proche en proche à toute l'Europe, y compris aux pays de l'Europe de l'Est. C'est très naturellement que la radiogoniométrie a fait son apparition dans ces activités basées sur l'orientation.
L'intérêt pour la radiogoniométrie à pied, en utilisant des cartes topographiques détaillées pour se repérer, s'est étendu dans toute la Scandinavie, l'Europe de l'Est et l'Europe centrale, l'URSS et la république populaire de Chine. Les toutes premières règles régissant cette activité ont été proposées par l'Angleterre et le Danemark dans les années 1950.

Le premier championnat européen a eu lieu en 1961 à Stockholm en Suède. Quatre compétitions internationales ont eu lieu en Europe dans les années 1960, et trois autres dans les années 1970.
Le premier championnat mondial s'est tenu à Cetniewo (Pologne),en 1980, et a rassemblé des concurrents de onze pays européens et asiatiques. Depuis 1984 les championnats mondiaux ont lieu les années paires, sauf pour l'année 1996 qui a vu le championnat décalé à 1997. Les pays asiatiques ont participé à partir de 1980 et les pays d'Océanie et l'Amérique du Nord les ont rejoints dans les années 1990. En 2000, ce sont les athlètes de 26 pays qui se sont retrouvés à Nankin (Chine) pour la première compétition hors d'Europe.

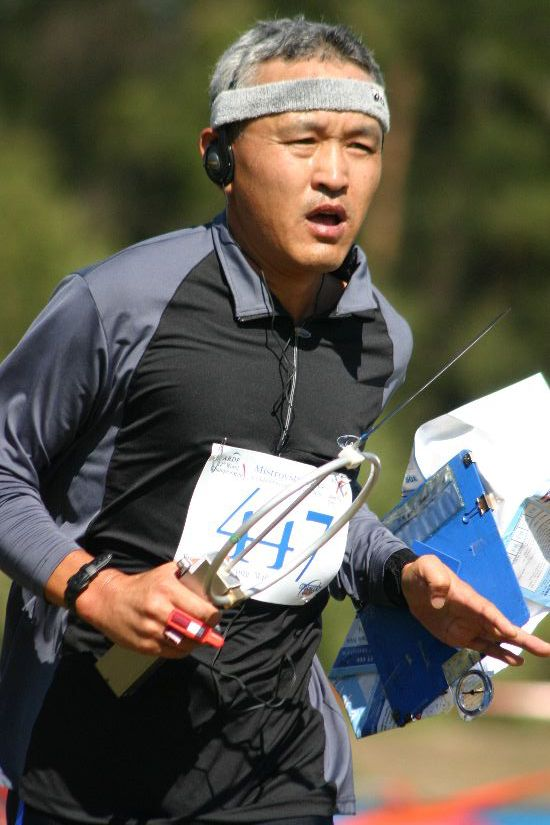
Un membre de l'équipe nationale coréenne à la fin d'une épreuve sur la bande des 80 mètres.

Ce sport s'étant beaucoup développé dans les années 1960 et 1970, chaque pays a édicté ses propres règles. Pour les compétitions internationales il fallait une réglementation acceptée par tous, si bien qu'à la fin des années 1970, l'IARU (International Amateur Radio Union) constitue un groupe de travail chargé de ce projet d'unification.
La première compétition à utiliser ce nouveau règlement standard a eu lieu en 1980. Ce règlement a été modifié au cours des années, on a notamment augmenté le nombre de catégories pour la classification des concurrents selon l'âge et le sexe, on a également fixé les règles régissant le départ et l'arrivée des épreuves. L'IARU qui est devenu la principale organisation internationale pour la promotion de ce sport a divisé le monde en trois régions pour des questions administratives. Ces régions correspondent à celles qui ont été définies par l'UIT (Union internationale des télécommunications).
Le premier championnat en région 1 (Europe, Afrique, Moyen-Orient et Russie) s'est tenu en 1993. En 1995 c'est au tour de la région 3 (Asie et Océanie), et enfin, en 1999, vient le tour de la région 2 (Amérique du Nord et Amérique du Sud). En plus de ces rencontres internationales, chaque pays organise des rencontres nationales en utilisant le règlement « IARU ».
La radiogoniométrie sportive est un sport qui se répand rapidement sur la planète. En 2004, plus de 400 athlètes venant de 29 pays représentant quatre continents ont participé au championnat international qui s'est tenu en République tchèque. On trouve des compétitions de radiogoniométrie sportive dans presque tous les pays d'Europe, dans tous les pays d'Asie du Nord et de l'Est, et également en Thaïlande, en Australie, en Nouvelle-Zélande, au Canada et aux États-Unis d'Amérique.

## Déroulement des compétitions et règles
La règle utilisée à travers le monde est — avec des variations minimes — celle de l'IARU. Bien que cette règle ait été développée à l'origine pour les compétitions internationales, elle a été adoptée dans le monde pour presque toutes les compétitions.
Une compétition de radiogoniométrie sportive peut avoir lieu dans n'importe quel endroit boisé. Chaque concurrent reçoit une carte topographique détaillée de l'endroit. On a porté sur cette carte le point de départ, repéré par un triangle, et l'arrivée repérée à l'aide de deux cercles concentriques. Les organisateurs ont placé dans la forêt cinq émetteurs radio de faible puissance. Les positions des émetteurs sont secrètes et ne sont pas portées sur la carte. Chaque émetteur émet un signal en code Morse grâce auquel il est possible de l'identifier ; chaque émetteur émet à tour de rôle. En fonction de leur classe d'inscription les concurrents doivent trouver trois, quatre, ou les cinq émetteurs puis se rendre au point d'arrivée le plus rapidement possible. Les concurrents partent à intervalles réguliers, sont chronométrés et doivent assurer leur orientation et la recherche des émetteurs tout seuls.
Pour le classement on prend d'abord en compte le nombre d'émetteurs découverts, puis le temps chronométré. Le règlement précise une limite de temps maximum qu'on ne doit pas dépasser sous peine de disqualification.
Pour ces compétitions on utilise soit la bande des 2 mètres, soit la bande des 80 mètres. Ceci car ces deux bandes sont disponibles pour tous les radioamateurs quel que soit leur pays. Chaque bande nécessite des équipements électroniques spécifiques, et aussi des capacités différentes pour les concurrents. L'équipement radioélectrique pour la bande des 80 mètres est relativement simple à construire et assez peu coûteux. Les relevés goniométriques effectués sur cette bande peuvent être d'une grande précision. Il faut donc déterminer le bon cap à suivre, puis choisir la meilleure route à l'aide la carte.

La bande des 2 mètres nécessite du matériel un peu plus compliqué à réaliser, et plus coûteux, de plus les signaux radioélectriques sur cette bande peuvent être affectés par la nature du terrain. La principale difficulté sur la bande des 2 mètres est de différencier le signal radio venant effectivement de l'émetteur de ses échos sur différents obstacles (murs, grillages, dénivellation du terrain, etc.). Dans les grandes compétitions internationales, un jour est consacré à la bande des 2 mètres, l'autre à la bande des 80 mètres.

Étant donné que les émetteurs utilisent les bandes de fréquences allouées aux radioamateurs, la réglementation doit non seulement satisfaire aux règles de la radiogoniométrie sportive, mais aussi à celles qui régissent l'émission radioamateur dans le pays où se déroule les épreuves. De plus, en raison de l'utilisation d'émetteurs, il faut, au moins un radioamateur dûment licencié qui sera responsable aux yeux de l'administration. En revanche, les concurrents n'utilisant eux-mêmes que des récepteurs ne sont pas tenus de posséder une licence de radioamateur. La règle d'usage « non commercial » des fréquences radioamateurs interdit de remettre aux gagnants des prix en argent. Traditionnellement les récompenses sont des médailles, des coupes, des certificats, etc.

### Catégories pour les concurrents
Bien que tous les participants fassent la même compétition et recherchent les mêmes émetteurs, ils ne sont pas tous inscrits dans la même catégorie. Dans le cadre d'une compétition suivant les règles de l'IARU, ils sont classés en onze catégories selon l'âge et le sexe.

Uniquement la catégorie « M21 » doit localiser les cinq émetteurs ; dans les autres catégories, les participants n'en recherchent que trois ou quatre, les émetteurs à trouver étant déterminés à l'avance.
- M19 — Messieurs âgés de 19 ans et moins : 4 ou 5 émetteurs.
- M21 — Messieurs quel que soit l'âge : 5 émetteurs.
- M40 — Messieurs âgés de 40 ans et plus : 4 ou 5 émetteurs.
- M50 — Messieurs âgés de 50 ans et plus : 4 ou 5 émetteurs.
- M60 — Messieurs âgés de 60 ans et plus : 3 ou 4 émetteurs.
- M70 — Messieurs âgés de 70 ans et plus : 3 ou 4 émetteurs.
- W19 — Dames âgées de 19 ans et moins : 4 ou 5 émetteurs.
- W21 — Dames quel que soit l'âge : 4 ou 5 émetteurs.
- W35 — Dames âgées de 35 ans et plus : 4 ou 5 émetteurs.
- W50 — Dames âgées de 50 ans et plus : 3 ou 4 émetteurs.
- W60 — Dames âgées de 60 ans et plus : 3 ou 4 émetteurs.

### Compétitions pour les jeunes
La règle de l'IARU prévoit également le cas des jeunes. Ces compétitions sont réservées aux jeunes de quinze ans et moins, les distances à parcourir sont plus courtes, les émetteurs sont situés plus proches de la ligne de départ et ils sont moins nombreux.

### Adaptations locales
Le règle de l'IARU est très précise pour certaines procédures qu'on ne rencontre que dans les championnats internationaux. Toutes les épreuves de radiogoniométrie sportive ne suivent pas nécessairement ces règles à la lettre et on peut observer des variations dans le cas de compétitions locales.  Il s'agit, la plupart du temps, de s'adapter à une organisation plus modeste (moins de contrôleurs par exemple), ou à du matériel radioélectrique moins spécifique. On peut n'avoir qu'une seule ligne de départ, au lieu de deux, ou utiliser la modulation de fréquence, pour la bande des 2 mètres plutôt que la modulation d'amplitude.

## Carte et informations sur les épreuves

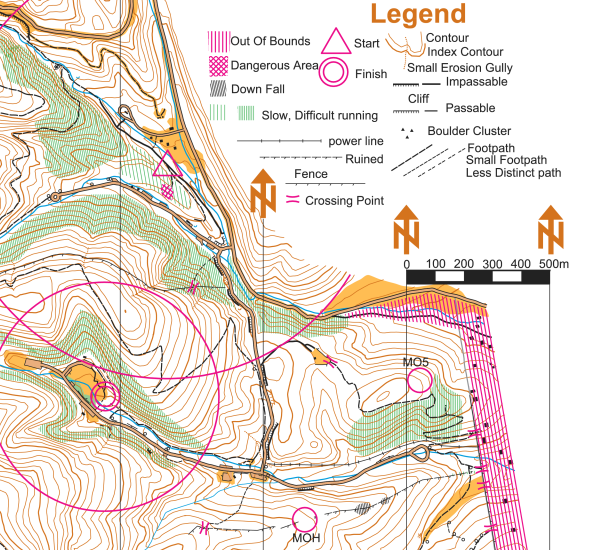
Détail d'une carte pour la radiogoniométrie sportive. Les cercles rouges indiquent les émetteurs et ne sont pas portés sur les cartes remises aux concurrents.

Dans le meilleur des cas les cartes d'orientation utilisées en radiogoniométrie sportive pour les grandes compétitions sont réalisées à partir des cartes de la Fédération internationale de course d'orientation (International Orienteering Federation). Le plus souvent on utilise des cartes d'orientation existantes adaptées en collaboration avec des clubs de course d'orientation.
Le choix de l'endroit et du tracé de la compétition est capital pour son succès. Les règles internationales adoptées par l'IARU contiennent à la fois des obligations et des préconisations. Parmi les obligations on note qu'aucun émetteur ne doit se trouver dans un rayon de 750 m autour du départ, dans un rayon de 400 m de l'arrivée, que le dénivelé ne doit pas excéder 200 m entre le départ et l'arrivée, ainsi qu'entre les différents émetteurs. Pour ce qui est des préconisations, la totalité du parcours doit être compris entre 6 et 10 km. Un parcours judicieusement conçu doit permettre aux concurrents de faire valoir aussi bien leurs qualités athlétiques, que leur adresse à la radiogoniométrie proprement dite et à la course d'orientation. Bien qu'il dépende essentiellement du parcours, on peut avancer que le temps moyen d'une épreuve est de l'ordre de 90 min pour la bande des 2 mètres et de 60 min pour la bande des 80 mètres.

## Équipements radio et vestimentaire
Il existe (au moins en Amérique du Nord) un marché spécialisé pour la radiogoniométrie sportive. Il s'agit essentiellement de petits magasins ou de petites productions. On peut aussi construire son équipement radio soi-même à partir de schémas ou de kits.

Pour ce qui est des vêtements et du reste de l'équipement, on le trouve dans des magasins spécialisés dans la course d'orientation ou dans les magasins de sport.

### Émetteurs

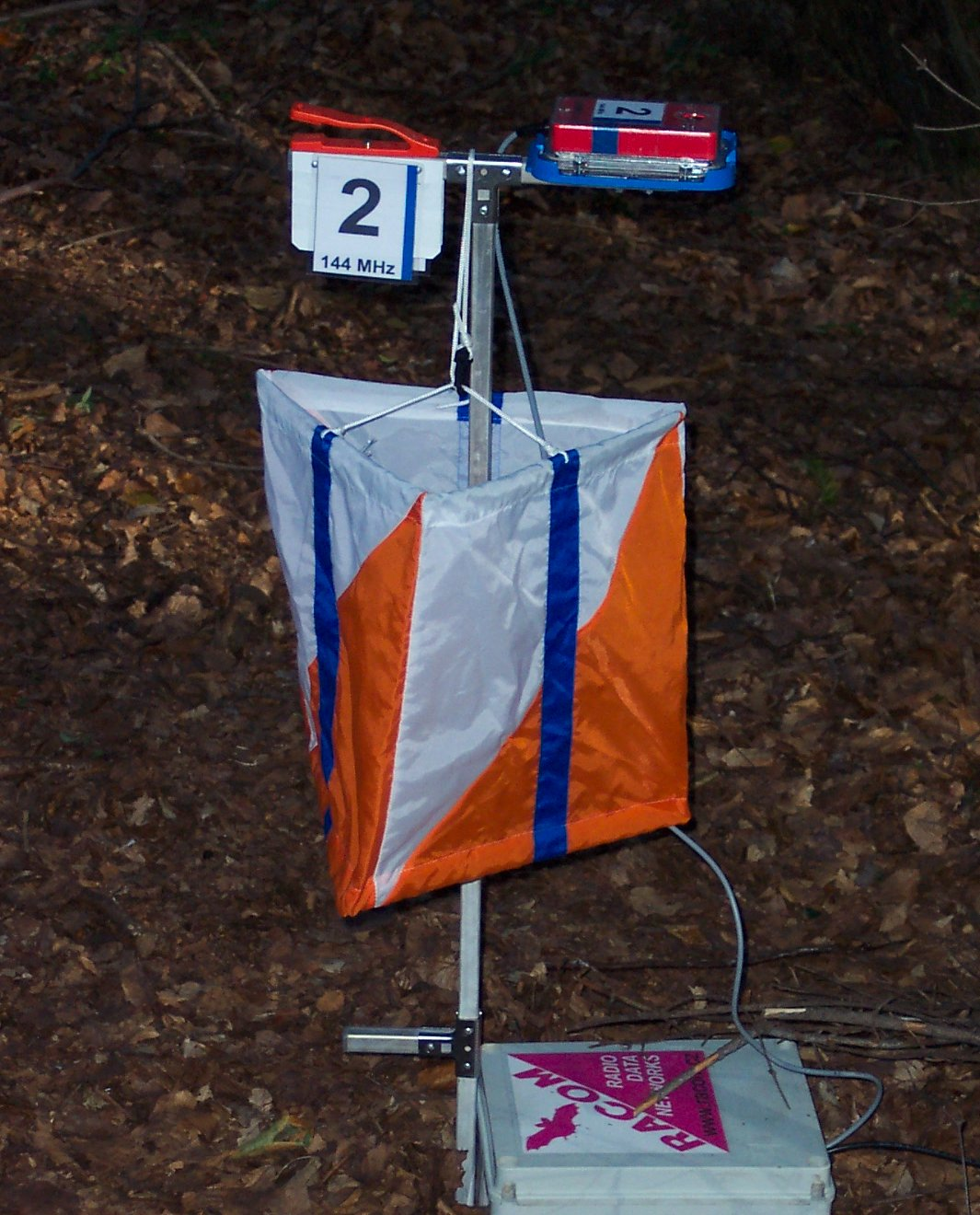
Un émetteur avec son fanion de contrôle et son composteur.

Les émetteurs sont de faible puissance et transmettent soit dans la bande des 2 mètres, soit dans la bande des 80 mètres. Le message émis est en code Morse. Chaque émetteur n'envoie qu'un message d'identification unique formé d'une série de points que l'on peut compter facilement après une série de traits, ceci de manière à être identifié facilement, même par ceux qui ne sont pas des familiers du code Morse. Tous les émetteurs opèrent sur la même fréquence et émettent alternativement pendant une minute chacun. À proximité de l'émetteur on trouve un fanion pour faciliter le repérage visuel et un composteur qui permet aux concurrents de marquer une carte spéciale qu'ils portent sur eux. Le composteur peut-être remplacé par un système de contrôle électronique et une carte magnétique. Dans le cadre d'une bonne organisation on s'efforcera d'éviter toute gêne entre les concurrents à l'approche des émetteurs ; dans les grandes compétitions internationales un contrôleur se trouve à proximité de chaque émetteur.
La règle de l'IARU prévoit des spécifications techniques détaillées pour les émetteurs. Sur la bande des 2 mètres la puissance de sortie doit être comprise entre 0,25 et 1 W et le mode la modulation d'amplitude. Les antennes doivent être omnidirectionnelles et en polarisation horizontale.
Pour la bande des 80 mètres, les émetteurs ont une puissance de 3 W et transmettent en CW (Continuous Wave). Les antennes sont omnidirectionnelles et en polarisation verticale. Le plus souvent les batteries et le matériel radio sont placés dans une boîte étanche, comme une boîte de munitions ou un caisson étanche alimentaire, pour les préserver des intempéries.

### Récepteur
L'équipement radio doit être capable de recevoir les signaux des cinq émetteurs et doit permettre la radiogoniométrie. Il comprend donc un récepteur de radio en mesure d'être réglé sur les fréquences de la compétition, un atténuateur ou un contrôle variable de gain et une antenne directionnelle. En principe ces trois composants sont logés dans un boîtier unique.
Sur la bande des 2 mètres l'antenne la plus courante est la Yagi à deux ou trois éléments. Ce type d'antennes présente un lobe de réception en forme de cardioïde, c'est-à-dire que l'antenne a un pic de réception dans la direction de l'émetteur, et un creux lorsqu'elle est pivotée de 180°. Sur la bande des 80 mètres on rencontre le plus souvent deux types d'antennes : soit une boucle magnétique, soit une antenne encore plus petite construite autour d'un bâton de ferrite. Ces antennes ont des lobes de réception bidirectionnels avec deux pics de réception de part et d'autre à 180°, et des creux de réception à 90° des pics. On peut associer un petit élément d'antenne vertical pour transformer le lobe en cardioïde, mais le creux dans ce cas est beaucoup moins sensible que les creux dans le cas de l'antenne bidirectionnelle, c'est pourquoi on installe un inverseur qui permet de passer facilement d'une configuration à l'autre. Il faut aussi que cet ensemble ne soit pas trop lourd à transporter et reste pratique à utiliser.

### Équipement vestimentaire
La règle de l'IARU précise que le choix des vêtements est le fait de chacun à moins que l'organisateur de la rencontre en décide autrement. Si n'importe quel ensemble pour l'extérieur peut convenir, on peut choisir des vêtements mieux adaptés chez les distributeurs de matériel pour les courses d'orientation. Dans les grandes compétitions, les concurrents peuvent être amenés à porter des numéros pour leur identification.

### Autre équipement
En plus de l'équipement radio et de la carte topographique, les concurrents utilisent une boussole. Les meilleures boussoles sont les mêmes que pour la course d'orientation. Pour certaines rencontres, on demande aux participants d'avoir un sifflet en cas d'urgence. Pour les compétitions internationales, on fournit à chacun une carte comportant des phrases de base dans la langue du pays hôte dont on pourrait se servir si on était amené à communiquer avec des autochtones. D'une façon générale, l'utilisation de téléphones portables (GSM) ou de talkies-walkies est interdite. Les concurrents sont vivement incités à porter une montre pour surveiller leur avancement et ne pas finir après l'heure limite.

## Variantes
Le Fox Oring est une variante de la radiogoniométrie sportive qui demande plus d'adresse dans l'orientation. Dans ce type d'épreuve les émetteurs ont une très faible puissance et ne peuvent être « entendus » qu'à très courte distance, le plus souvent pas plus de 100 m. L'emplacement de chaque émetteur est indiqué sur la carte à l'aide d'un grand cercle représentant sur le terrain un cercle d'environ 200 m de diamètre. L'émetteur peut-être placé n'importe où à l'intérieur du cercle. Le concurrent doit donc se rendre à l'intérieur du cercle grâce à ses talents en course d'orientation, et là seulement il pourra utiliser son équipement radio pour localiser l'émetteur de très faible puissance.
Une autre variante est la radiogoniométrie sur une zone très réduite. Cette variante demande moins de qualités athlétiques, mais plus d'habileté en radiogoniométrie. Là encore les émetteurs sont de très faible puissance (de 10 à 200 mW) et ne peuvent être reçus qu'à faible distance. Les émetteurs sont de petite dimension et portent des cartes, de la taille d'une carte postale, sur lesquelles est inscrit un numéro unique. En raison de la faible puissance des émetteurs et des faibles distances mises en jeu, ces épreuves se disputent en marchant et on utilise essentiellement la radiogoniométrie pour se diriger, sans se préoccuper d'orientation proprement dite.
En Amérique du Nord on peut également voir des épreuves à longue distance disputées en voiture.